# Otto Reiser
Otto Reiser (* 24. Dezember 1884 in Polling; † 21. März 1957), auch „Ottl“ genannt, war ein deutscher Fußballspieler.

## Karriere

### Vereine
Reiser gehörte zu den Stützen des Karlsruher FC Phönix, zu dem er gemeinsam mit seinem Bruder Fritz 1905 von Karlsruher FV gewechselt war. Die junge Karlsruher Mannschaft sorgte in den darauffolgenden Jahren für Aufsehen und gewann im Jahr 1909 überraschend die deutsche Meisterschaft. Das Brüderpaar Reiser spielte auch noch während des Ersten Weltkriegs in der ersten Mannschaft der Karlsruher. Otto wechselte zur Saison 1918/19 zum WAC nach Wien, für den er in der Ersten Klasse spielte und die Spielzeit als Drittplatzierter abschloss. Danach kehrte er nach Karlsruhe zurück und spielte erneut für seinen ehemaligen Verein von 1919 bis 1924, zunächst in der Kreisliga Baden, von 1920 bis 1922 in der Kreisliga Südwest, die Saison 1923/24 erneut in der Kreisliga Baden und seine letzte Saison in der Bezirksliga Württemberg/Baden, aus der er mit seiner Mannschaft als Tabellenletzter in die Kreisliga abstieg.

### Auswahl-/Nationalmannschaft
Reiser spielte seinerzeit in der Karlsruher Stadtauswahl, in der Auswahlmannschaft des Verbandes Süddeutscher Fußball-Vereine im Wettbewerb um den Kronprinzenpokal kam er kaum zum Einsatz, da er in Fritz Förderer, Eugen Kipp und Julius Hirsch zu große Konkurrenz hatte.
Reiser bestritt am 23. April 1911 in Lüttich sein einziges Länderspiel für die A-Nationalmannschaft. In dem Testspiel gegen die Nationalmannschaft Belgiens, das mit 1:2 verloren wurde, vermochte er nicht zu überzeugen.

## Erfolge
- Deutscher Meister 1909
- Süddeutscher Meister 1909
- Südkreismeister 1909